# مايك كين (سياسي)
مايك كين هو لاعب كرة قدم أمريكية وسياسي أمريكي، ولد في 9 فبراير 1956 في إيفانستون في الولايات المتحدة.

## وصلات خارجية
- مايك كين (سياسي) على موقع مرجع كرة القدم المحترفة.كوم (الإنجليزية)